# Awiytan
Awiytan (kinesiska: 阿苇滩, 阿苇滩镇) är en köping i Kina. Den ligger i den autonoma regionen Xinjiang, i den nordvästra delen av landet, omkring 440 kilometer norr om regionhuvudstaden Ürümqi. Antalet invånare är 9 622. Befolkningen består av 4 718 kvinnor och 4 904 män. Barn under 15 år utgör 22,0 %, vuxna 15-64 år 71 %, och äldre över 65 år 5,0 %.
Runt Awiytan är det glesbefolkat, med 15 invånare per kvadratkilometer. Närmaste större samhälle är Altay, 15,1 km norr om Awiytan. Trakten runt Awiytan består i huvudsak av gräsmarker.
Genomsnittlig årsnederbörd är 280 millimeter. Den regnigaste månaden är juli, med i genomsnitt 42 mm nederbörd, och den torraste är februari, med 9 mm nederbörd.